# Heyerode
Heyerode – dzielnica gminy Südeichsfeld w Niemczech, w kraju związkowym Turyngia, w powiecie Unstrut-Hainich.
Do 30 listopada 2011 miejscowość była gminą samodzielną, która dzień później po połączeniu z trzema innymi gminami utworzyła nowa gminę Südeichsfeld.

## Współpraca
Miejscowość partnerska:
- Neuenkirchen, Nadrenia Północna-Westfalia